# ㆁ
ㆁは、ハングルを構成する子音字母のひとつ。現在は使用されない古いハングル字母である。現在は、イェンニウン（옛이응[옌니응]、古イウン）もしくは、コクチイウン（꼭지이응、へたのあるイウン）と呼ばれる。
古くは『訓蒙字会』（1527年）によりイウン（이응、異凝）と呼ばれていたが、現在はㅇ（訓蒙字会では이[伊]と呼ばれていた）を「イウン」と呼ぶのでこれと区別するためこのように呼ばれている。1933年の朝鮮語綴字法統一案により正式に使用が廃止された。
歴史的には、配列順は『訓民正音』当時は最初の「ㄱ」から濃音を含めなければ3番目、濃音も含めれば4番目であり、『訓蒙字会』では8番目であった。

## 音声
訓民正音初声体系では牙音の不清不濁に分類されており、軟口蓋鼻音[ŋ]を表したとされている。訓民正音の世宗序では「牙音如業字初發聲」と規定されている。
訓民正音によれば、不清不濁であるため、終声に用いれば「平上去声」となるとされていた。
この字母は16世紀初頭になると初声の表記にほとんど使われることがなくなっており、終声にだけ使われる字母となった。その音価も16世紀末には消失したと考えられている。
なお語頭規則により、当時の朝鮮語で /ŋ/ が語頭に立つことはなかった。

## 字形
『訓民正音解例』制字解によると牙音不清不濁の音は舌根で喉を塞ぎ、鼻から声を出すものとはいっても、その音声は喉音とよく似ており、漢字音を表す三十六字母の疑母と喩母もよく混用される。そのため字形も喉の形から取られ、牙音制字のもととはなっていないとある。牙音に属するㄱ, ㅋとは異体の字とされる。
ㅇ（イウン）とは少し異なり、上に短い棒がついているのが特徴である。
果樹園の地図記号と似ているが、全く別の文字である。

## 文字コード
| 名称                      | 種類   | コード | HTML実体参照コード | 表示 |
| HANGUL LETTER YESIEUNG    | 単体字 | U+3181 | &#12673;           | ㆁ   |
| HANGUL CHOSEONG YESIEUNG  | 初声用 | U+114C | &#4428;            | ᅌ   |
| HANGUL JONGSEONG YESIEUNG | 終声用 | U+11F0 | &#4592;            | ᇰ     |